# NVIDIA Clara
NVIDIA Clara是NVIDIA发布的的一个人工智能平台。

## 简介
NVIDIA Clara是一个开放的、可扩展的、可远程的AI平台。开发者把迁移学习工具包部署到NVIDIA Clara平台上，NVIDIA Clara接入医疗仪器，把数据转换为医学影像数据，帮忙疾病进行早期检测、诊断和治疗。

## 组成
NVIDIA Clara平台的核心是Clara AGX，是基于Xavier人工智能运算模组、Turing GPU的运算架构。
NVIDIA Clara利用联邦学习，将患者数据通过分布式协作型学习技术来保存在医疗服务机构内部。